# هورست جييك
هورست جييك (بالإنجليزية: Horst Geicke)‏‏ (1955 في هامبورغ - ) مستثمر، وموظف، ورائد أعمال .